# ミシェル・ウィリアムズ (歌手)
ミシェル・ウィリアムズ（Michelle Williams、本名：Tenitra Michelle Williams、1979年7月23日 - ）は、アメリカ合衆国の女性シンガーソングライター。女優。元デスティニーズ・チャイルドのメンバー。

## 来歴

### 生い立ち
イリノイ州ロックフォードにて、敬けんなキリスト教徒の家庭に生まれる。幼い頃から地元の聖歌隊でゴスペルを歌っていた。イリノイ州立大学に在学していたが、歌手のモニカのバックボーカルを務めるために大学を中退。

### キャリア
2000年にデスティニーズ・チャイルドに加入。2002年に『ハート・トゥ・ユアーズ/My Heart To Yours』でソロデビューを果たす。
2003年にはブロードウェイミュージカル『アイーダ』で女優デビューを果たす。

## ディスコグラフィー

### アルバム
- ハート・トゥ・ユアーズ My Heart To Yours (2002年)
- ドゥ・ユー・ノウ Do You Know (2004年)
- アンエクスペクテッド Unexpected (2008年)
- Journey to Freedom (2014年)